# Parque Natural Regional do Alto Vale do Chevreuse
O Parque Natural Regional do Alto Vale do Chevreuse (em francês:  Parc naturel régional de la haute vallée de Chevreuse) é uma área protegida na Ilha-de-França, região do norte da França. Ele é uma área rural verdejante nos arredores de Paris, designado como um parque natural regional da França por conter uma grande variedade de locais históricos únicos.

## Características
O parque se estende por dois departamentos, Yvelines e Essonne, e conecta cinquenta e uma comunas separadas ao longo do Vale do Chevreuse do Rio Yvette. A sede do parque está localizada em Chevreuse em uma fortaleza medieval, o Château de la Madeleine.

A área foi oficialmente designada como um parc naturel régional (PNR) em 1985, com uma área total de 25.600 hectares.

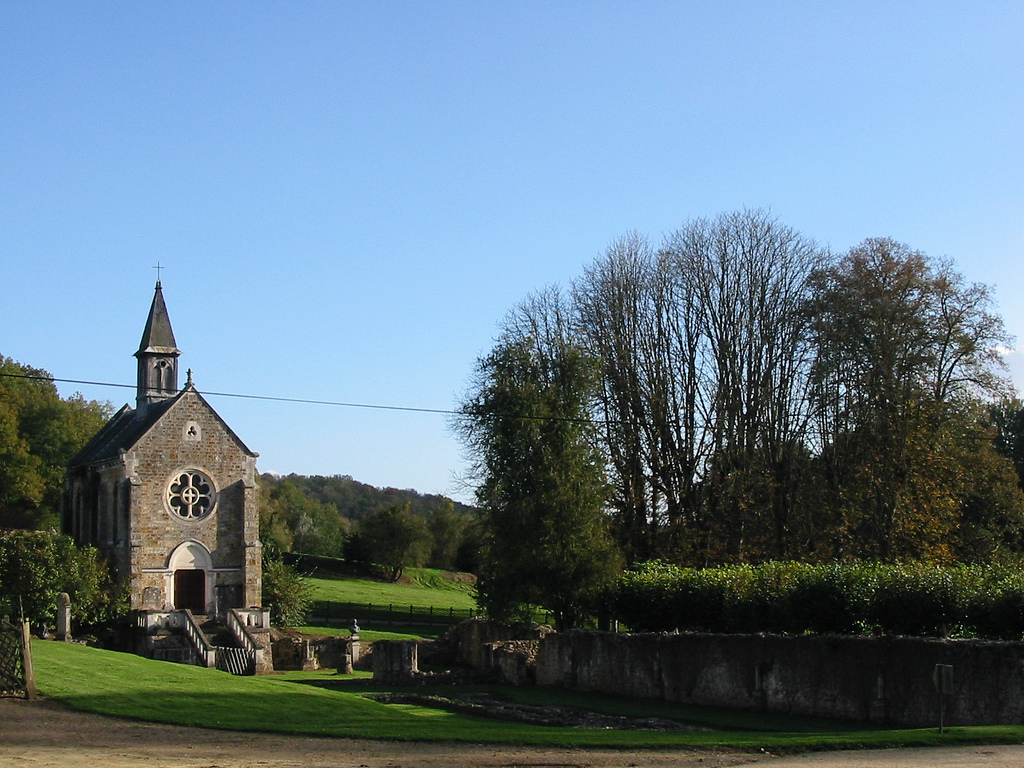
Port-Royal-des-Champs
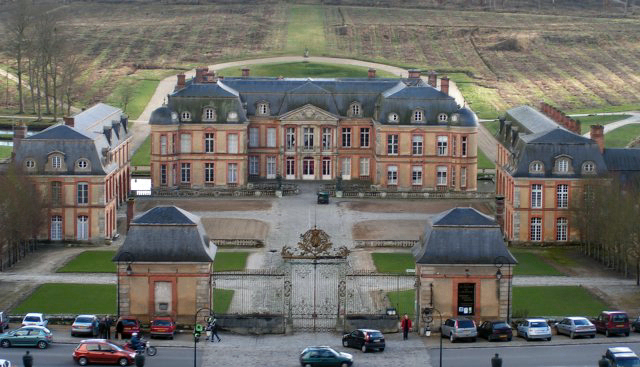
Castelo de Dampierre
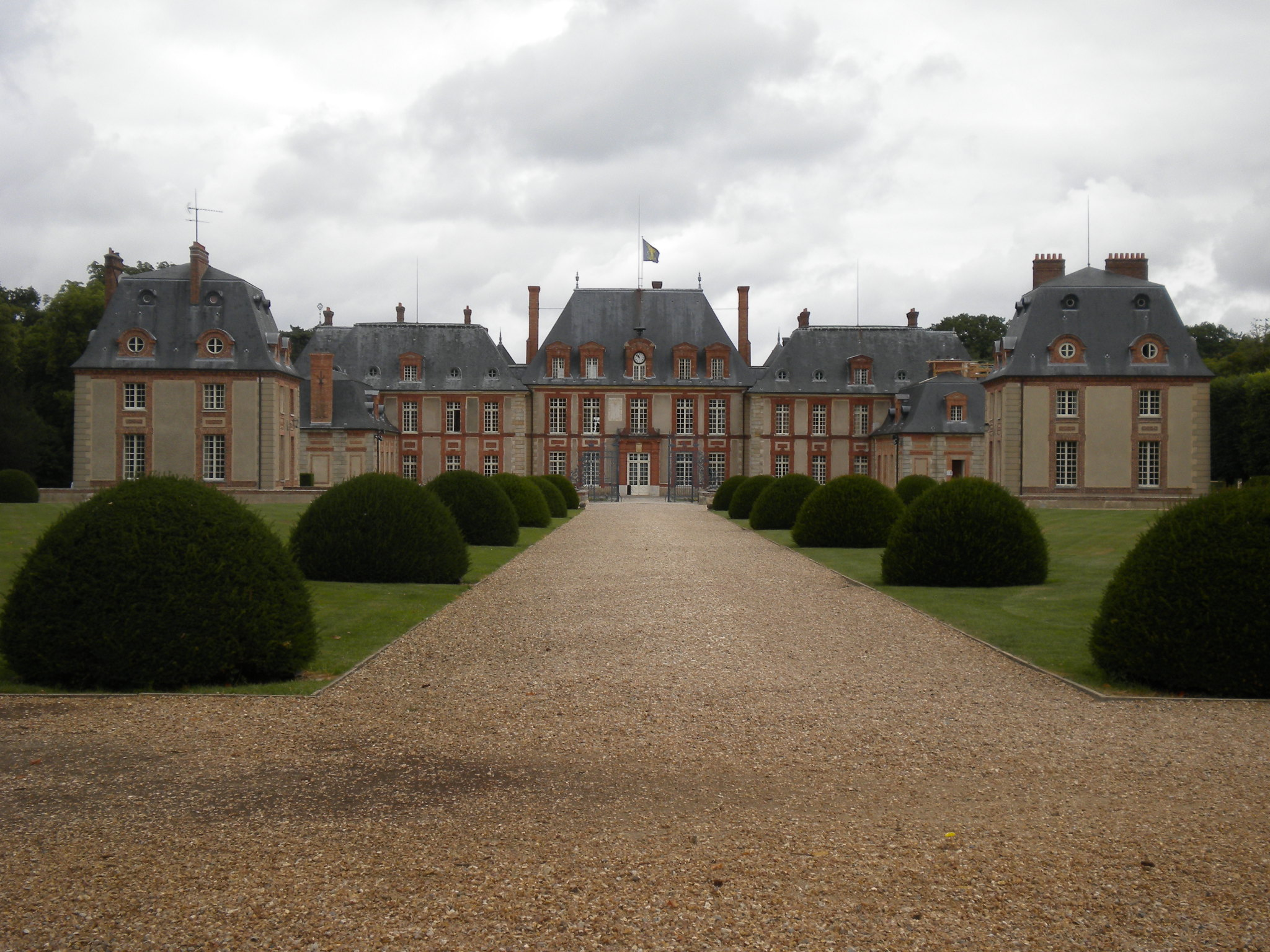
Château de Breteuil